# Мирсет, Сесилия
Сесилия Мирсет (норв. Cecilie Myrseth; род. 27 июля 1984, Харстад, Тромс) — норвежский политический и государственный деятель. Член Рабочей партии. Министр торговли и промышленности с 19 апреля 2024 года. В прошлом — министр рыболовства и морской политики (2023—2024). Депутат стортинга с 2021 года.

## Биография
Родилась 27 июля 1984 года в Харстаде в фюльке Тромс. Хеге Мирсет Роллмоэн (Hege Beate Myrseth Rollmoen; род. 1968) родила её в 16 лет. Хеге Мирсет Роллмоэн является политиком, членом Рабочей партии, мэром Лавангена с 2019 года.
Училась в 1991—2000 годах в школе в Лавангене.
В 2001—2003 годах училась в средней школе Шёвегана в Салангене.
Получила образование психолога в Университете Тромсё в 2007—2015 годах.

## Политическая карьера
Сотрудничала со школьной организацией Elevorganisasjonen.
Была членом молодёжной организации Рабочей партии (AUF), затем членом Рабочей партии, с 2014 года — лидер отделения партии в фюльке Тромс.
С 2007 года — член фюлькестинга Тромса. В 2015—2017 годах — лидер совета (fylkesrådsleder) фюльке Тромс.
По результатам парламентских выборов 2017 года избрана депутатом стортинга от Рабочей партии в избирательном округе Тромс. В 2017—2021 годах была членом Комитета по промышленности. С 2021 года была членом Комитета по здравоохранению и уходу.
С 2019 года — член центрального комитета Рабочей партии.
При перестановках 16 октября 2023 года в правительстве под руководством Йонаса Гара Стёре назначена министром рыболовства и морской политики.
При перестановках 19 апреля 2024 года в правительстве назначена министром торговли и промышленности.